# Diego Murillo Bejarano

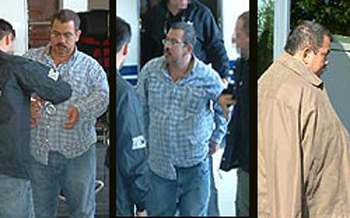
"Don Berna" während seiner Auslieferung 2008

Diego Fernando Murillo Bejarano (* 23. Februar 1961 in Tuluá, Valle del Cauca), auch Don Berna oder Cdte. Adolfo Paz genannt, ist ein kolumbianischer Paramilitär und Drogenhändler. Er wurde bekannt als „Generalinspekteur“ der Autodefensas Unidas de Colombia (AUC) und war Kommandeur der Blöcke Cacique Nutibara und Heroes de Granada. Er begann seine kriminelle Karriere im Medellín-Kartell, wo er als Sicherheitschef des Drogenhändlers „El Negro“ Galeano arbeitete. Nachdem Pablo Escobar seinen Boss töten ließ, gründete er zusammen mit den Castaño-Brüdern, Carlos Castaño Gil und Fidel Castaño, die Los Pepes, welche später in der paramilitärischen AUC aufging. In den 1990er Jahren kontrollierte er die gefürchtete La-Terraza-Bande in Medellín, die er, als sie sich gegen ihn wandte, auslöschen ließ. Seine Struktur nannte sich La Oficina und ging Ende der 1990er Jahre als Bloque Cacique Nutibara in der AUC auf. Innerhalb der AUC war er an dritter Stelle der Hierarchie und war maßgeblich an den Friedensgesprächen mit der kolumbianischen Regierung in Santa Fé de Ralito beteiligt.
Im Mai 2008 wurde er in die USA ausgeliefert, wo er wegen großangelegten Kokainschmuggels angeklagt wurde. Er selbst plädierte auf schuldig. Am 22. April 2009 wurde er zu etwas mehr als 31 Jahren Haft und einer Geldbuße von vier Millionen US-Dollar verurteilt.